# Rue Souveraine

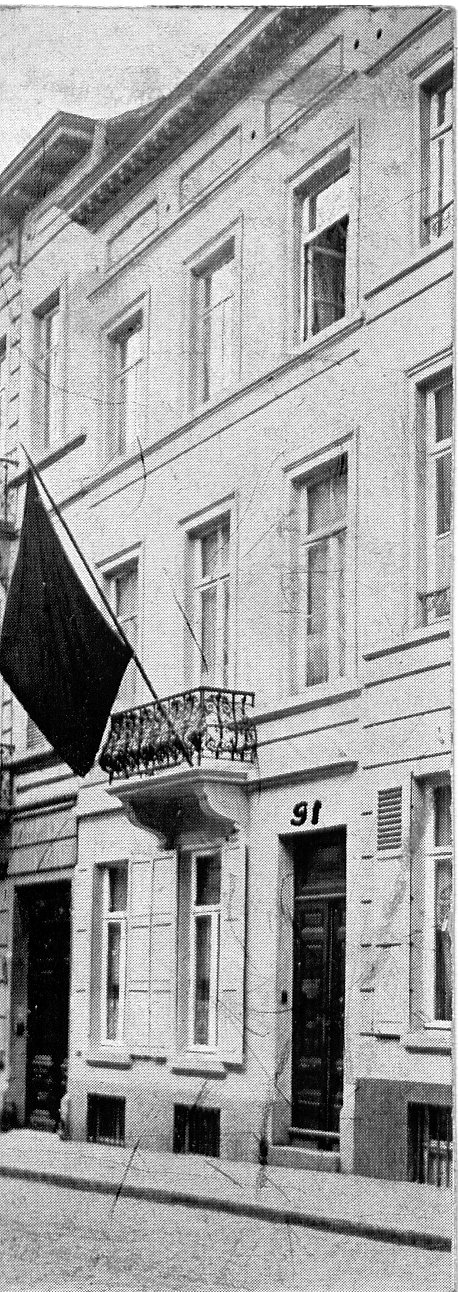
Ixelles, rue Souveraine, 91.

La rue Souveraine, appelée jadis rue Hanset, en l'honneur d'un propriétaire du quartier, puis rue de la Reine jusqu'en 1851, est une voie publique de la commune d'Ixelles et pour la partie basse de Bruxelles.
Elle commence chaussée d'Ixelles et finit avenue Louise en croisant les rues de l'Arbre Bénit et de la Longue Haie.
De nombreuses communes de l'agglomération bruxelloises ayant le même nom, les bourgmestres bruxellois se sont mis d'accord par l'arrêt du 17 juin 1851 pour faire cesser les similitudes de noms de rues dans les diverses communes occasionnant fréquemment des erreurs.

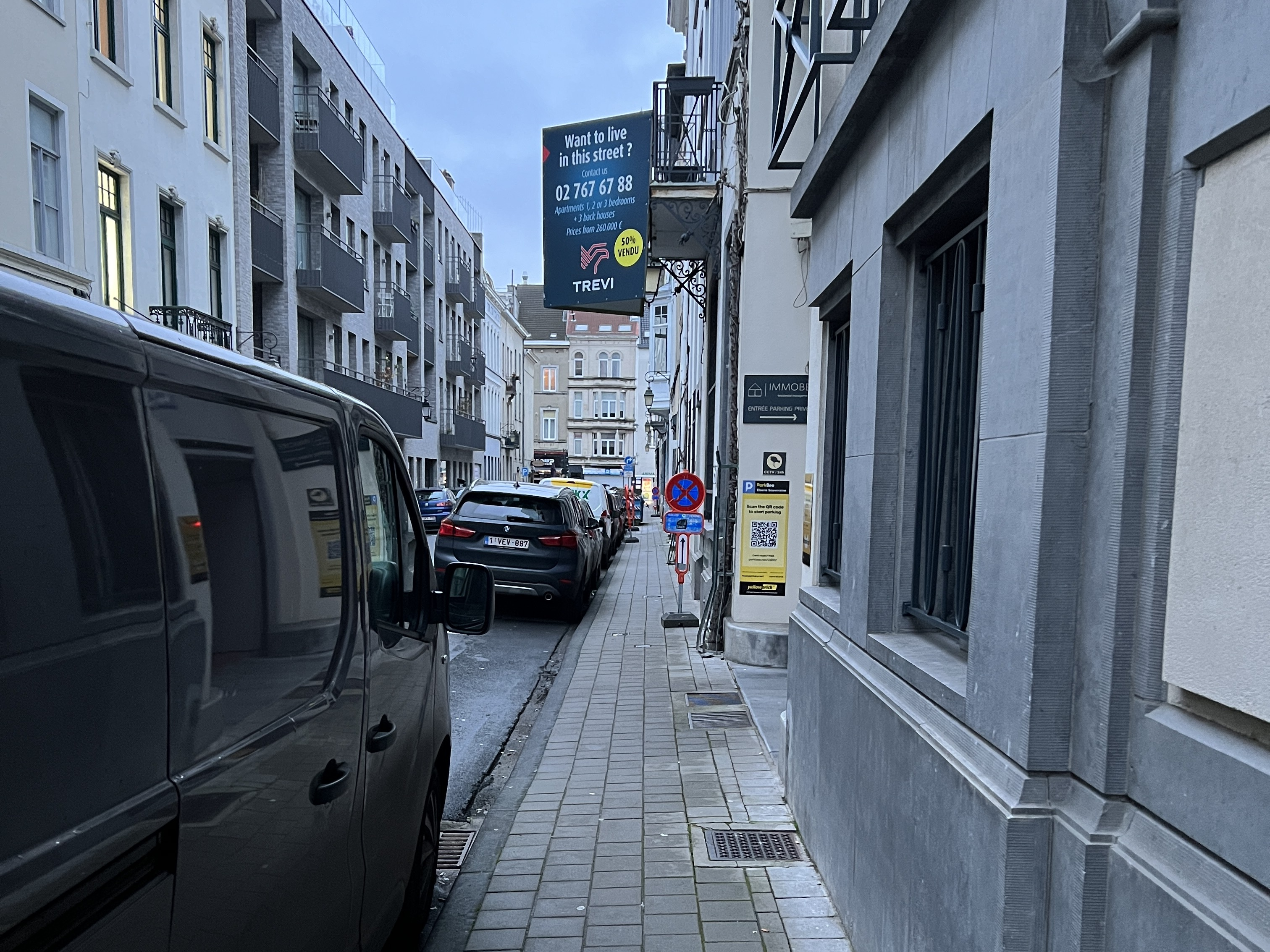
Vue de la rue Souveraine le 9 décembre 2023

C'est ainsi que le nom de la rue de la Reine de la commune d'Ixelles qui était le même que celui de la rue de la Reine qui longe le théâtre royal de la Monnaie, fut transformé en rue Souveraine.